# Paranaspia
Paranaspia is een kevergeslacht uit de familie van de boktorren (Cerambycidae). De wetenschappelijke naam van het geslacht werd voor het eerst geldig gepubliceerd in 1940 door Matsushita & Tamanuki.

## Soorten
Paranaspia omvat de volgende soorten:
- Paranaspia anaspidoides (Bates, 1873)
- Paranaspia coccinea (Mitono, 1936)
- Paranaspia erythromelas Holzschuh, 2003
- Paranaspia frainii (Fairmaire, 1897)
- Paranaspia inadai Ohbayashi N., 2001
- Paranaspia miniacea (Gahan, 1906)
- Paranaspia rubidata Holzschuh, 2008
- Paranaspia yayeyamensis Hayashi & Yokoyama, 1974